# Heterodrilus amplus
Heterodrilus amplus är en ringmaskart som beskrevs av Erséus 1992. Heterodrilus amplus ingår i släktet Heterodrilus och familjen glattmaskar. Inga underarter finns listade i Catalogue of Life.